# Euglypha (Plantae)
Euglypha je monotipski biljni rod iz porodice Aristolochiaceae, dio potporodice Aristolochioideae.. Jedna vrsta je E. rojasiana, puzava trajnica u podruju Gran Chaca u Južnoj Americi. 

## Sinonimi
- Aristolochia rojasiana (Chodat & Hassl.) F.González